# Isla Riquelme
Isla Riquelme är en ö i Chile.   Den ligger i regionen Región de Aisén, i den södra delen av landet, 1 700 km söder om huvudstaden Santiago de Chile. Arean är 57 kvadratkilometer.
Terrängen på Isla Riquelme är kuperad. Öns högsta punkt är 760 meter över havet. Den sträcker sig 12,1 kilometer i nord-sydlig riktning, och 9,7 kilometer i öst-västlig riktning.
Trakten runt Isla Riquelme är nära nog obefolkad, med mindre än två invånare per kvadratkilometer.